# Rhyacophila latitergum
Rhyacophila latitergum är en nattsländeart som beskrevs av Davis 1950. Rhyacophila latitergum ingår i släktet Rhyacophila och familjen rovnattsländor. Inga underarter finns listade i Catalogue of Life.